# Championnat d'Angleterre de football de troisième division 2013-2014
Navigation
Édition précédente Édition suivante
La saison 2013-2014 de League One est la quatre-vingt-huitième édition de la troisième division anglaise, la dixième sous son nom actuel et la vingtième-deuxième sous sa forme actuelle.
Les vingt-quatre clubs participants au championnat sont confrontés à deux reprises aux vingt-trois autres. À la fin de la saison, les deux premiers sont promus en Championship et les quatre suivants s'affrontent en barrages pour une place dans la division supérieure. Les quatre derniers sont quant à eux relégués en League Two.
Wolverhampton Wanderers termine champion à l'issue de la saison et accède au Championship, de même pour son dauphin Brentford et Rotherham United, quatrième et vainqueur des barrages de promotion. Dans le même temps, les quatre derniers Carlisle United, Shrewsbury Town, Stevenage et Tranmere Rovers sont quant à eux relégués en League Two.

## Les 24 clubs participants
| \| Bradford Brentford Leyton Orient Bristol City Carlisle United Colchester Coventry City Crawley Crewe Alexandra Gillingham Milton Keynes Dons Notts County Oldham Peterborough United Port Vale Preston North End Rotherham Sheffield United Shrewsbury Stevenage Swindon Tranmere Rovers Walsall Wolverhampton \| Localisation des clubs engagés dans le championnat. |
| Bradford Brentford Leyton Orient Bristol City Carlisle United Colchester Coventry City Crawley Crewe Alexandra Gillingham Milton Keynes Dons Notts County Oldham Peterborough United Port Vale Preston North End Rotherham Sheffield United Shrewsbury Stevenage Swindon Tranmere Rovers Walsall Wolverhampton                                                           |

| Club                    | Stade                        | Capacité | Ville          |
| ----------------------- | ---------------------------- | -------- | -------------- |
| Peterborough United     | London Road Stadium          | 15 460   | Peterborough   |
| Bristol City            | Ashton Gate                  | 21 479   | Bristol        |
| Brentford               | Griffin Park                 | 12 763   | Brentford      |
| Carlisle United         | Brunton Park Stadium         | 16 981   | Carlisle       |
| Colchester United       | Colchester Community Stadium | 10 084   | Colchester     |
| Coventry City           | Ricoh Arena                  | 32 609   | Coventry       |
| Crawley Town            | Broadfield Stadium           | 4 996    | Crawley        |
| Crewe Alexandra         | Alexandra Stadium            | 10 153   | Crewe          |
| Wolverhampton Wanderers | Molineux Stadium             | 29 400   | Wolverhampton  |
| Gillingham              | Priestfield Stadium          | 11 582   | Gillingham     |
| Leyton Orient           | Brisbane Road                | 9 271    | Londres        |
| Milton Keynes Dons      | Stadium mk                   | 22 000   | Milton Keynes  |
| Notts County            | Meadow Lane                  | 21 388   | Nottingham     |
| Oldham Athletic         | Boundary Park                | 10 638   | Oldham         |
| Port Vale               | Vale Park                    | 24 000   | Stoke-on-Trent |
| Preston North End       | Deepdale                     | 23 408   | Preston        |
| Rotherham United        | New York Stadium             | 12 021   | Rotherham      |
| Sheffield United        | Bramall Lane                 | 32 702   | Sheffield      |
| Shrewsbury Town         | Greenhous Meadow             | 9 875    | Shrewsbury     |
| Stevenage               | Broadhall Way                | 7 100    | Stevenage      |
| Swindon Town            | County Ground                | 14 700   | Swindon        |
| Tranmere Rovers         | Prenton Park                 | 16 567   | Birkenhead     |
| Walsall                 | Bescot Stadium               | 11 300   | Walsall        |
| Bradford City           | Valley Parade                | 25 136   | Bradford       |

## Compétition

### Classement
Le classement est établi sur le barème de points classique (victoire à 3 points, match nul à 1, défaite à 0).
Pour départager les égalités, on tient d'abord compte de la différence de buts générale, puis du nombre de buts marqués, puis des confrontations directes et enfin si la qualification ou la relégation est en jeu, les deux équipes jouent une rencontre d'appui sur terrain neutre.
| Rang | Équipe                    | Pts   | J  | G  | N  | P  | Bp | Bc | Diff |
| ---- | ------------------------- | ----- | -- | -- | -- | -- | -- | -- | ---- |
| 1    | Wolverhampton Wanderers R | 103   | 46 | 31 | 10 | 5  | 89 | 31 | +58  |
| 2    | Brentford                 | 94    | 46 | 28 | 10 | 8  | 72 | 43 | +29  |
| 3    | Leyton Orient             | 86    | 46 | 25 | 11 | 10 | 85 | 45 | +40  |
| 4    | Rotherham United P        | 86    | 46 | 24 | 14 | 8  | 86 | 58 | +28  |
| 5    | Preston North End         | 85    | 46 | 23 | 16 | 7  | 72 | 46 | +26  |
| 6    | Peterborough United R     | 74    | 46 | 23 | 5  | 18 | 72 | 58 | +14  |
| 7    | Sheffield United          | 67    | 46 | 18 | 13 | 15 | 48 | 46 | +2   |
| 8    | Swindon Town              | 66    | 46 | 19 | 9  | 18 | 63 | 59 | +4   |
| 9    | Port Vale P               | 61    | 46 | 18 | 7  | 21 | 59 | 73 | -14  |
| 10   | Milton Keynes Dons        | 60    | 46 | 17 | 9  | 20 | 63 | 65 | -2   |
| 11   | Bradford City P           | 59    | 46 | 14 | 17 | 15 | 57 | 54 | +3   |
| 12   | Bristol City R            | 58    | 46 | 13 | 19 | 14 | 70 | 67 | +3   |
| 13   | Walsall                   | 58    | 46 | 14 | 16 | 16 | 49 | 49 | 0    |
| 14   | Crawley Town              | 57    | 46 | 14 | 15 | 17 | 48 | 54 | -6   |
| 15   | Oldham Athletic           | 56    | 46 | 14 | 14 | 18 | 50 | 59 | -9   |
| 16   | Colchester United         | 53    | 46 | 13 | 14 | 19 | 53 | 61 | -8   |
| 17   | Gillingham P              | 53    | 46 | 15 | 8  | 23 | 60 | 79 | -19  |
| 18   | Coventry City             | 51-10 | 46 | 16 | 13 | 17 | 74 | 77 | -3   |
| 19   | Crewe Alexandra           | 51    | 46 | 13 | 12 | 21 | 54 | 80 | -26  |
| 20   | Notts County              | 50    | 46 | 15 | 26 | 2  | 64 | 77 | -13  |
| 21   | Tranmere Rovers           | 47    | 46 | 12 | 11 | 23 | 52 | 79 | -27  |
| 22   | Carlisle United           | 45    | 46 | 11 | 12 | 23 | 43 | 76 | -33  |
| 23   | Shrewsbury Town           | 42    | 46 | 9  | 15 | 22 | 44 | 65 | -21  |
| 24   | Stevenage                 | 42    | 46 | 11 | 9  | 26 | 46 | 72 | -26  |

| Légende : Qualifications et relégations | Légende : Qualifications et relégations                     |
| --------------------------------------- | ----------------------------------------------------------- |
|                                         | Promu en Championship                                       |
|                                         | Qualification pour les barrages d'accession en Championship |
|                                         | Relégation en League Two                                    |
|                                         | R : Relégué en 2011-2012 P : Promu en 2011-2012             |

1. ↑  Coventry City se voit retirer dix points pour des raisons administratives[1].

### Barrages
|  | Demi-finales        | Demi-finales     | Demi-finales | Demi-finales  |   |     | Finale | Finale | Finale |  |  |  |  |  |  |  |
|  |                     |                  |              |               |   |     |        |        |        |  |  |  |  |  |  |  |
|  |                     |                  |              |               |   |     |        |        |        |  |  |  |  |  |  |  |
|  |                     |                  |              |               |   |     |        |        |        |  |  |  |  |  |  |  |
|  | Leyton Orient       | 1                | 2            |               |   |     |        |        |        |  |  |  |  |  |  |  |
|  | Leyton Orient       | 1                | 2            |               |   |     |        |        |        |  |  |  |  |  |  |  |
|  | Peterborough United | 1                | 1            |               |   |     |        |        |        |  |  |  |  |  |  |  |
|  | Peterborough United | 1                | 1            | Leyton Orient | 2 | (3) |        |        |        |  |  |  |  |  |  |  |
|  |                     |                  |              |               | 2 | (3) |        |        |        |  |  |  |  |  |  |  |
|  |                     | Rotherham United | 2            | (4)           |   |     |        |        |        |  |  |  |  |  |  |  |
|  | Rotherham United    | Rotherham United | 2            | (4)           | 1 | 3   |        |        |        |  |  |  |  |  |  |  |
|  | Rotherham United    |                  |              |               |   |     |        |        |        |  |  |  |  |  |  |  |
|  | Preston North End   | 1                | 1            |               |   |     |        |        |        |  |  |  |  |  |  |  |
|  | Preston North End   | 1                | 1            |               |   |     |        |        |        |  |  |  |  |  |  |  |

|  | Tirs au but |

|  | Score de l'équipe recevant |

## Meilleus buteurs
Au 21 mai 2014
| Position | Nom                | Club                                     | Buts |
| -------- | ------------------ | ---------------------------------------- | ---- |
| 1        | Sam Baldock        | Bristol City                             | 24   |
| 2        | Britt Assombalonga | Peterborough United                      | 23   |
| 3        | Kieran Agard       | Rotherham United                         | 21   |
| 3        | Callum Wilson      | Coventry City                            | 21   |
| 5        | Ryan Lowe          | Tranmere Rovers                          | 19   |
| 5        | Dave Mooney        | Leyton Orient                            | 19   |
| 7        | Joe Garner         | Preston NE                               | 18   |
| 8        | Clayton Donaldson  | Brentford                                | 17   |
| 8        | Nouha Dicko        | Rotherham United/Wolverhampton Wanderers | 17   |
| 8        | Cody McDonald      | Gillingham                               | 17   |

## Bilan de la saison
| Promotions et relégations       |                                                                |
| Relégués de Championship League | Doncaster Rovers, Barnsley et Yeovil Town                      |
| Promus en Championship League   | Wolverhampton Wanderers, Brentford et Rotherham United         |
| Relégués en League Two          | Tranmere Rovers, Carlisle United, Shrewsbury Town et Stevenage |
| Promus de League Two            | Chesterfield, Scunthorpe United, Rochdale et Fleetwood Town    |

### Équipe-type de l'année
Le 28 avril 2014 est publiée l'équipe incluant les meilleurs joueurs de Championship de la saison 2013-2014 :
| Poste             | Joueur             | Équipe                  |
| ----------------- | ------------------ | ----------------------- |
| Gardien de but    | Carl Ikeme         | Wolverhampton Wanderers |
| Arrière droit     | Samuel Ricketts    | Wolverhampton Wanderers |
| Défenseur central | Danny Batth        | Wolverhampton Wanderers |
| Défenseur central | Harry Maguire      | Sheffield United        |
| Arrière gauche    | Jake Bidwell       | Brentford               |
| Ailier droit      | Bakary Sako        | Wolverhampton Wanderers |
| Milieu de terrain | Adam Forshaw       | Brentford               |
| Milieu de terrain | Kevin McDonald     | Wolverhampton Wanderers |
| Ailier gauche     | Ben Pringle        | Rotherham United        |
| Attaquant         | Britt Assombalonga | Peterborough United     |
| Attaquant         | Callum Wilson      | Coventry City           |